# Ordine del valore (Kazakistan)
L'Ordine del valore è un'onorificenza del Kazakistan.

## Storia
L'Ordine è stato fondato nel 1993.

## Classi
L'Ordine dispone delle seguenti classi di benemerenza:
- I classe
- II classe
- III classe

## Assegnazione
L'Ordine è assegnato ai cittadini:
- per il conseguimento dell'addestramento al combattimento, mantenendo elevata prontezza di combattimento;
- per lo sviluppo di nuove attrezzature militari per le forze armate e dell'ordine pubblico;
- per il coraggio e la dedizione mostrata durante l'esercizio delle funzioni militari e di servizio, nonché per atti commessi nel tutelare gli interessi dello Stato.

## Insegne
- L'insegna è argentata per la III Classe, parzialmente dorata per la II Classe e interamente dorata per la I Classe.
- Il  nastro rosso con tre sottili strisce blu al centro.